# Brett Ormerod
Brett Ormerod, född 18 oktober 1976, är en engelsk fotbollsspelare. Han spelar som anfallare i Wrexham.

## Karriär

### Början av karriären
Oremrod föddes i Blackburn och det var i Blackburn Rovers han började sin fotbollskarriär. År 1995 skrev han på för Accrington Stanley. På 54 ligamatcher gjorde Ormerod 32 mål, vilket ger ett målsnitt på nästan 0,6 mål per match. När han spelade en match så stod tränaren Gordon Strachan och tittade på. Strachan blev imponerad av Ormerod och lovade att han en dag skulle värva honom.

### Blackpool FC
Den 21 mars 1997 skrev Ormerod på för Blackpool FC i ”Division Two”, den fjärde högsta ligan i England. Övergångssuman skrevs till 50 000 pund och en dryg vecka efter att han skrev på för Blackpool fick han debutera mot Chesterfield. Ormerod fick dock vänta i drygt ett halvår på sitt första ligamål, som kom i 1-1-matchen mot Carlisle United den 26 december 1997. Säsongen 1998-99 blev han mer eller mindre ordinarie i laget, på 40 matcher gjorde han 8 mål. Ormerod spelade i Blackpool i 4 år, men stora delar av tiden var han skadad.

### Southampton FC
Southamptons tränare Gordon Strachan höll sitt löfte och värvade Ormerod år 2001. Den 21 december samma år  gjorde Ormerod debut för Southampton  i matchen mot Sunderland. Efter ett antal inhopp fick han göra debut från start mot Ipswich. Han gjorde då sitt första mål för klubben i 3-1-segern. Ormerods tid i Southampton var relativt bra, med FA-Cup-finalen mot Arsenal år 2003 som den absoluta höjdpunkten. Under sin tid i Southampton gjorde han 18 mål på 115 matcher. Han var även utlånad till Leeds United och Wigan Athletic säsongen 2004/05.

### Preston North End
Den 27 januari 2006 skrev Ormerod på för Preston North End, ett byte som var kontroversiellt med tanke på att Preston var hans gamla klubb Blackpools värsta rivaler. Hans tid i Preston anses vara mer lyckad än hans tidigare sejour i Southampton, i Preston gjorde han 14 mål på 65 matcher. Även här så fick Ormerod finna sig i att vara utlånad inte mindre än två gånger, till Nottingham Forest och Oldham Athletic.

### Återkomsten till Blackpool
Den 30 januari 2009 kan man säga att cirkeln slöts för Brett Ormerod. Han var nu tillbaka i sin första professionella klubb, nämligen Blackpool. Bretts tid i Blackpool har varit mycket framgångsrik, bland annat så var lagets bäste målskytt säsongen 2009/10, då man lyckades med den makalösa bedriften att ta sig till Premier League. 
Den 14 augusti 2010 blev Ormerod historisk i och med segermatchen mot Wigan. Han blev då den första spelaren att ha spelat i samtliga av de 4 högsta divisionerna i England.